# Fondaco dei Turchi
Pour les articles homonymes, voir Turchi.
L'entrepôt des Turcs, en italien, Fondaco dei Turchi (en vénitien Fontego dei Turchi) est un édifice de style vénéto-gothique, situé dans le quartier de Santa Croce, le long du Grand Canal à Venise en Italie. Le terme de Fondaco dérive de l'arabe fondouk désignant un « entrepôt ».

## Histoire
Le bâtiment construit par la volonté de Giacomo Palmieri de Pesaro, date du XIIIe siècle. Il est vendu en 1381 à la république de Venise qui l'offrit à Nicolas II d'Este, marquis de Ferrare. En 1482, il fut confisqué et en 1509 assigné brièvement au pape Jules II, qui y installa le nonce apostolique. En 1527, le bâtiment fut rendu aux Este, mais en 1602 César d'Este le céda au cardinal Giovanni Aldobrandini, frère du pape Clément VIII. Il fut ensuite vendu en 1618 à Antonio Priuli qui, devenu doge, le loua dès 1621 à la communauté turque.
Entre les XVIIe et XIXe siècles, le palais devient un entrepôt (fondaco ou fontego) pour les commerçants ottomans de la ville.
Les fondaco furent présidés par trois patriciens, appelés Visdomini, un peseur de marchandises public, deux comptables et un fonticajo (ou tuteur).
En 1838, l'entrepreneur Busetto, dit « Petich », le rachète au comte Leonardo Manin (it), frère du dernier doge Ludovico Manin, légataire de Piero Pesaro, qui en était devenu propriétaire par une dot de mariage apportée par les Priuli.
En 1860, le fontego fut obtenu en emphytéose par la Commune de Venise, qui en 1870 le soumit à une restauration désastreuse, reconstruisant entre autres les deux tours latérales que le Sénat avait fait démolir en son temps.
En 1865, le fontego abrite le Museo Correr, le musée municipal, avant d'accueillir dès 1923, le Musée d'histoire naturelle à Venise (en).

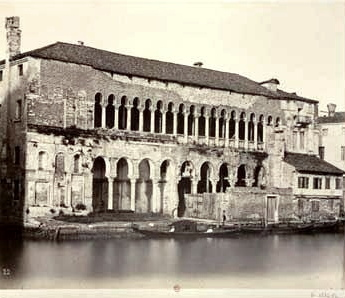
Le Fondaco dei Turchi en 1870 avant sa restauration.
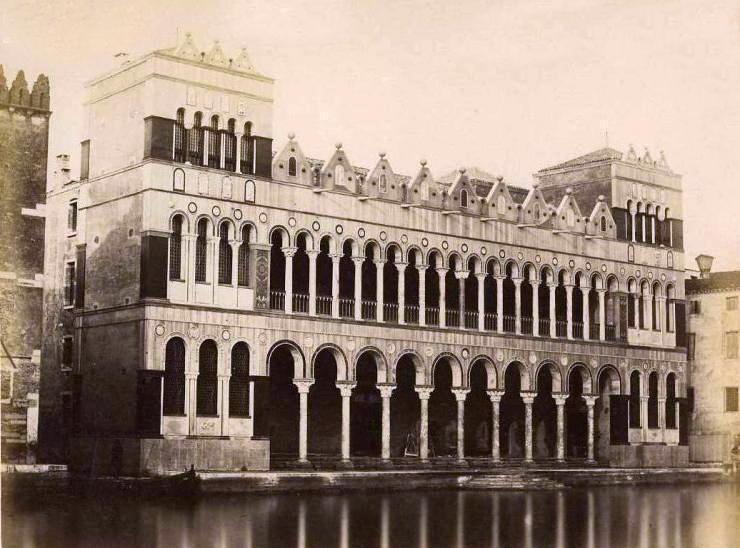
Le Fontego dei Turchi en 1870 après sa restauration.